# Tatra T5
A Tatra T5 a ČKD Tatra által gyártott ötödik generációs villamosok általános típusneve. Ez a generáció teljesen új koncepcióval rendelkezik, nem PCC villamos alapú, mint az előző generációk.

## Története
A villamosgyártás 1950-es évekbeli kezdete óta a legtöbb kocsit úgy tervezték, hogy a prágai közlekedési vállalatnak a lehető leginkább megfeleljen. A különböző üzemeltetők és ügyfelek igényeit nem lehetett könnyen kielégíteni, ezért azokhoz hozzá kellett igazítaniaz aktuális modelleket. Az egyetlen kivételt a keskeny nyomtávú forgóvázak 1957-es kifejlesztése jelentette, amelyet a kisebb üzemekre szánt régi kéttengelyes kocsik gyártásának befejezése okozott. A T3 megjelenésével 1961-től kezdődött a K1-es csuklós kocsi fejlesztése, amelynek koncepciója többször változott, mígnem végül a PCC koncepción alapuló, hattengelyes, kéttraktusos kocsi mellett döntöttek. A két K1 prototípus, a 7000-es és a 801-es gyártása után 1966-1968-ban Ostravában tesztüzemet tartottak. Ezt követően mindkét darabot visszaküldték a gyártónak, mivel az UA 11-es kontaktor fegyverzetének jelentős meghibásodása miatt. Ezt követően szinte kapkodva fejlesztették ki a K2-es típust, amely a mechanikai részen osztozott a K1-es típussal, de nem sok közös vonása volt az eredeti T3-as kocsikkal; elsősorban a mechanikai részében különbözött. Később a T4-es típust a B4-es vontató származékával fejlesztették ki, amely a legtöbb alkatrészben osztozott az eredeti T3-as típussal. Az 1960-as évek végén a smíchovi gyárban elkezdtek gondolkodni egy új, egységes járműsorozaton, amely megfelel az egyes ügyfelek eltérő igényeinek kielégítési lehetőségének.
A Tatra T5 egy egyvázas, négytengelyes villamos motorkocsi lett. A kocsiszekrény teljesen fémből készült, nagyrészt Jäkl-profilokból. A K1 típushoz hasonlóan a kocsiszekrény vázában a masszív középső gerendát kihagyták, mert ennek a kocsinak a koncepciója az akkori megfontolások alapján egy egységes T és KT sorozatra épült. Ez azt jelentette, hogy több szóló kocsiból azok felosztásával és kisebb módosításokkal más típust lehetett létrehozni (pl. a T5 típusból egy csuklós négytengelyes KT4 típus, vagy egy hattengelyes KT6 típus). Az oldalfalakat a karosszéria ablak alatti részén szegecselt hullámlemezekkel bélelték ki, ami erre a kocsira jellemző volt, és ami szintén egyszerűsítette a gyártást és az esetleges cserét (a tartólemezek hegesztése és kiegyenesítése elmaradt). A jobb oldalfalban négy nagy méretű, négyszögletes ablak került, amelyeket egy újonnan tervezett vastag gumiprofilba kellett beépíteni, amelyben az egész ablakot nem két összeillesztett öntött részből álló heveder tartotta, mint a korábbi T3, T4 és K2 (vagy K1) típusoknál, hanem közvetlenül a Jäkl-profilok teljes szélességében. A prototípus építése során ezt a megoldást csak néhány ablaknál valósították meg, az ablakok többségét (különösen az oldalablakokat) a régebbi típusok szerint egy keskeny gumiprofil tartotta a hevederen. Az ajtók is eltértek a régebbi kocsiktól, mivel azok szintén Jäkl-profilokból készültek, és az üvegük, az oldalsó ablakokhoz hasonlóan, szögletes volt. A bal oldalfalon hét ablak volt, az első, a középső (negyedik) és az utolsó keskenyebb volt a többinél.  A középső ablak alatt helyezték el a villanymotor hűtőrácsait. Az orr-rész oldalán csak egy pár szögletes irányjelző lámpa került a fényszórók mellé.
Belül csővázakba szerelt, kárpitozott ülések kaptak helyet, ezek keresztirányban három 1+2-es sorban helyezkedtek el. A szellőzést a Karosa Š sorozatú autóbuszokhoz hasonlóan a kocsi mindkét elején elhelyezett szellőzőnyílások biztosították. Ezt a funkciót korábban 1969 és 1971 között a 6449-es rendszámú prágai T3-as kocsin tesztelték, amelyet 1972-ben visszaállítottak eredeti állapotába. A tolóablak-részeket és a tetőventilátorokat a szellőzéshez is használták.
Az elektromos berendezés 1971 előtt nagy  újdonságnak számított, mivel a kocsi koncepciója és az új, egységes sorozat kialakítása gyakran változott. Az eredeti tervek szerint a TV1-es vázát (akkori nevén UB 15) szerelték volna fel, amely akkoriban (1970-ben) már fejlesztés alatt állt. Ez a terv azonban 1971-ben megváltozott a vázra és magára a kocsiszekrényre vonatkozó követelmények tekintetében, ami elsősorban a nagyobb motorteljesítmény és a forgóváz szovjet szabványoknak megfelelő módosításának szükségessége miatt következett be. Ennek következtében úgy döntöttek, hogy a TV1-es vázat csak a régi T3-as kocsik utólagos felszereléséhez tartják meg, és az új típussorozathoz újat fejlesztenek ki, amelyet TV2-nek neveztek el. A T5 típus tesztelésének többszöri késése miatt végül úgy döntöttek, hogy ideiglenesen beépítik az UB 16-os ellenálló „gyorsítót,” amely a TR 37-es re épült. A kocsit a DP Praha által akkoriban üzemeltetett kocsiknak megfelelően lengyel típusú áramszedővel szerelték fel.

## Főbb altípusok
- T5A5, egy prototípus, amely hamarosan szolgálatba állt
- T5B6, egy másik prototípus, amely nem került szolgálatba.
- T5C5, 322 db lett gyártva 1978 és 1984 között, kifejezetten Budapest számára tervezték és gyártották[5]

## Fordítás
- Ez a szócikk részben vagy egészben  a   Tatra T5 című cseh Wikipédia-szócikk ezen változatának fordításán alapul.  Az eredeti cikk szerkesztőit annak laptörténete sorolja fel. Ez a jelzés csupán a megfogalmazás eredetét és a szerzői jogokat jelzi, nem szolgál a cikkben szereplő információk forrásmegjelöléseként.